# El último baile de Magic Mike
El último baile de Magic Mike (en inglés Magic Mike's Last Dance) es una película de comedia dramática estadounidense de 2023 dirigida por Steven Soderbergh, escrita por Reid Carolin y producida por Channing Tatum. Es la tercera entrega de la trilogía Magic Mike, después de Magic Mike (2012) y Magic Mike XXL (2015). La película está protagonizada por Channing Tatum como el stripper masculino jubilado titular, que se va de Florida a Londres para ayudar a una socialité (Salma Hayek Pinault) a producir una obra de teatro.
Originalmente destinada a ser estrenada digitalmente en HBO Max, Warner Bros. optó por darle a la película un estreno en cines luego de fuertes proyecciones de prueba. Magic Mike's Last Dance se estrenó en los Estados Unidos el 10 de febrero de 2023. La película recaudó $18 millones en todo el mundo y recibió reseñas mixtas de los críticos.

## Reparto
- Channing Tatum como Mike Lane
- Salma Hayek Pinault como Maxandra Mendoza
- Ayub Khan Din como Victor
- Jemelia George como Zadie
- Juliette Motamed como Hannah
- Vicki Pepperdine como Edna Eaglebauer
- Gavin habla como Matthew
- Alan Cox como Roger
- Caitlin Gerard como Kim
- Christopher Bencomo como el esposo de Kim

## Desarrollo
Una secuela, Magic Mike's Last Dance, se anunció el 29 de noviembre de 2021 para ser etrenada en HBO Max, con Channing Tatum una vez más interpretando a Mike Lane y Steven Soderbergh, quien dirigió la primera película de la serie, volviendo a dirigir. Thandiwe Newton fue elegida inicialmente para un papel no especificado, pero fue reemplazada por Salma Hayek en abril de 2022.
En julio de 2022, Soderbergh anunció que hay desarrollos en curso para entregas adicionales en la franquicia para historias centradas en otros personajes no relacionados con Mike Lane. En septiembre de 2022, se anunció que la película ahora se estrenaría en los cines y recibiría una fecha de estreno del 10 de febrero de 2023.
En noviembre de 2022, Gavin Spokes, Caitlin Gerard, Christopher Bencomo, Ayub Khan Din y Juliette Motamed se revelaron como coprotagonistas junto a Tatum y Hayek.

## Estreno
Magic Mike's Last Dance fue estrenada en cines el 10 de febrero de 2023 por Warner Bros.. Es la primera película de Soderbergh que se estrena en cines desde Unsane (2018). El marketing se hizo en gran medida con comerciales de televisión en canales de Warner Bros.. iSpot estimó que Warner Bros. gastó "poco menos" de $9 millones en los anuncios de televisión.